# Mariusz Witecki
Mariusz Witecki (Kielce, Voivodat de Santa Creu, 10 de maig de 1981) és un ciclista polonès, professional des del 2003 fins al 2016. En el seu palmarès destaca el Campionat nacional en ruta de 2006.

## Palmarès
- 2004
  - 1r al Memorial Andrzej Trochanowski
- 2006
  -  Campió de Polònia en ruta
- 2008
  - 1r a la Copa dels Carpats
  - Vencedor d'una etapa al Bałtyk-Karkonosze Tour
- 2009
  - 1r a la Szlakiem Grodów Piastowskich
- 2010
  - 1r al Memorial Henryk Łasak
- 2012
  - 1r al Memorial Józef Grundmann i Jerzy Wizowski
  - 1r a la Cursa de Solidarność i els Atletes Olímpics